# 早渕大輔
早渕 大輔（はやふち だいすけ、1968年 - ）は、ニッポン放送報道部の記者、元ラジオディレクター。

## 来歴
東京都出身。1992年4月、ニッポン放送に入社。
編成局に配属され広報部に配属。後に制作部に異動し、メディア開発局デジタルコンテンツ部主任、ディレクターを歴任し、『西川貴教のallnightnippon SUPER!』等のバラエティ番組の制作に携わる。
その後、2009年5月の人事異動で報道部へ異動し、報道記者として国会記者クラブ所属。また、2013年2月刊行のラジオ局を舞台にした五十嵐貴久のタイムリミットエンターテインメント「リミット」の文庫本解説を担当。

## 出演番組
主にニュースリーダーとして
- GoodDay!ニュースネットワーク
  - 上柳昌彦のお早うGoodDay!
  - 高嶋ひでたけのあさラジ!
- 上柳昌彦 ごごばん!
- 垣花正のあなたとハッピー!
- 高田文夫のラジオビバリー昼ズ

## 制作番組
- 宮崎駿の雑想ノート（広報）- 1995年11月5日 - 1996年4月7日
- 西川貴教のオールナイトニッポン（ディレクター）- 1999年10月 - 2000年3月
- 西川貴教のallnightnippon SUPER!（ディレクター）